# Pita Limjaroenrat
Pita Limjaroenrat (em tailandês:  พิธา ลิ้มเจริญรัตน์; apelidado de Tim; nascido em 5 de setembro de 1980) é um político e empresário tailandês. Ele é o líder do partido Move Forward, o sucessor de fato do extinto partido Future Forward.

## Infância e educação
Pita nasceu em 5 de setembro de 1980, o filho mais velho de Pongsak Limjaroenrat, ex-conselheiro do Ministro da Agricultura e Cooperativas da Tailândia, e Linda Limjaroenrat. Ele é sobrinho de Padung Limjaroenrat, ex-secretário do Ministro do Interior da Tailândia e assessor próximo do então primeiro-ministro Thaksin Shinawatra.
Depois de terminar o ensino médio na Nova Zelândia, ele voltou para a Tailândia e se formou em finanças pela Faculdade de Comércio e Contabilidade da Universidade Thammasat, onde se formou em 2002 com honras de primeira classe e obteve uma bolsa de estudos para estudar na Universidade do Texas em Austin. Mais tarde, ele também recebeu uma bolsa de estudos internacional da Universidade de Harvard, tornando-se o primeiro tailandês a fazê-lo. Ele concluiu um mestrado conjunto em Políticas Públicas na John F. Kennedy School of Government de Harvard e um mestrado em administração de empresas na Sloan School of Management do Instituto de Tecnologia de Massachusetts em 2011.

## Carreira política
Pita inicialmente ingressou como membro do Future Forward Party (em tailandês:  พรรคอนาคตใหม่). A convite do líder do partido, Thanathorn Juangroongruangkit, ele aceitou a oferta para se candidatar nas eleições gerais tailandesas de 2019 e ganhou uma cadeira na Câmara dos Deputados como o quarto representante de seu partido na lista de partidos.
Pita liderou o Partido Move Forward nas eleições gerais de 2023. Em 15 de maio, ele declarou que estava pronto para se tornar primeiro-ministro depois que seu partido recebeu o maior número de votos e convidou o Partido Pheu Thai e vários partidos menores para formar um governo de coalizão.